# Adolfo Mandirola
Adolfo Mandirola – szwajcarski kierowca wyścigowy.

## Kariera
W swojej karierze wyścigowej de Mandirola poświęcił się startom w wyścigach Grand Prix. W latach -1937-1939 Szwajcar był klasyfikowany w Mistrzostwach Europy AIACR. W pierwszym sezonie startów w samochodzie zespołu Ecurie Genevoise uzbierał łącznie 37 punktów. Został sklasyfikowany na 28 pozycji w klasyfikacji generalnej. Rok później (1938 rok) korzystał z samochodu zespołu Auto-Agence S.A.. Z dorobkiem trzydziestu punktów uplasował się na 26. miejscu w końcowej klasyfikacji kierowców. W sezonie 1939, ostatnim sezonie Mistrzostw Europy, wystartował w dwóch wyścigach, korzystając już z własnego bolidu. Uzbierane 29 punktów dało mu 25 pozycję w klasyfikacji generalnej.